# Landkreis Fulda
Het Landkreis Fulda is een Landkreis in de Duitse deelstaat Hessen. Het maakt deel uit van het Regierungsbezirk Kassel. Kreisstadt is de gelijknamige stad. De Landkreis telt 223.023 inwoners (31 december 2020) op een oppervlakte van 1.380,42 km². Op 31 december 2020 had 9,77% van de inwoners een niet-Duits staatsburgerschap (21.795 niet-Duitsers).

## Steden en gemeenten
| Steden 1. Fulda, (63.830) 2. Gersfeld (Rhön) (6.358) 3. Hünfeld (16.339) 4. Tann (Rhön) (4.622) Marktgemeenten 1. Burghaun (6.687) 2. Eiterfeld (7.613) | Gemeenten 1. Bad Salzschlirf (3.180) 2. Dipperz (3.401) 3. Ebersburg, bestuurszetel in Schmalnau (4.564) 4. Ehrenberg (Rhön) bestuurszetel in Wüstensachsen (2.732) 5. Eichenzell (11.087) 6. Flieden (8.775) 7. Großenlüder (8.709) 8. Hilders (4.884) 9. Hofbieber (6.371) 10. Hosenfeld (4.745) 11. Kalbach bestuurszetel in Mittelkalbach (6.442) 12. Künzell (16.325) 13. Neuhof (11.327) 14. Nüsttal bestuurszetel in Hofaschenbach (2.913) 15. Petersberg (14.479) 16. Poppenhausen (Wasserkuppe) (2.693) 17. Rasdorf (1.855) |

(peildatum 30 juni 2005)
Bergstraße · Darmstadt · Darmstadt-Dieburg · Frankfurt am Main · Fulda · Gießen · Groß-Gerau · Hersfeld-Rotenburg · Hochtaunuskreis · Kassel (stad) · Landkreis Kassel · Lahn-Dill-Kreis · Limburg-Weilburg · Main-Kinzig-Kreis · Main-Taunus-Kreis · Marburg-Biedenkopf · Odenwaldkreis · Offenbach am Main · Landkreis Offenbach · Rheingau-Taunus-Kreis · Schwalm-Eder-Kreis · Vogelsbergkreis · Waldeck-Frankenberg · Werra-Meißner-Kreis · Wetteraukreis · Wiesbaden
Bad Salzschlirf ·
Burghaun ·
Dipperz ·
Ebersburg ·
Ehrenberg (Rhön) ·
Eichenzell ·
Eiterfeld ·
Flieden ·
Fulda ·
Gersfeld (Rhön) ·
Großenlüder ·
Hilders ·
Hofbieber ·
Hosenfeld ·
Hünfeld ·
Kalbach ·
Künzell ·
Neuhof ·
Nüsttal ·
Petersberg ·
Poppenhausen ·
Rasdorf ·
Tann